# Melanolophia orthoconara
Melanolophia orthoconara là một loài bướm đêm trong họ Geometridae.